# 中国民主促进会广东省委员会
中国民主促进会广东省委员会，简称民进广东省委、广东民进，是中国民主促进会在广东省的地方组织。